# أندرو مارتنز
أندرو مارتنز هو لاعب هوكي الجليد كندي، ولد في 5 يوليو 1981 في كالغاري في كندا.

## وصلات خارجية
- أندرو مارتنز على موقع دوري الهوكي الوطني (الإنجليزية)
- أندرو مارتنز على موقع EliteProspects.com (الإنجليزية)
- أندرو مارتنز على موقع HockeyDB.com (الإنجليزية)